# Torsten Härne
Gustaf Torsten Härne, född 11 oktober 1891 i Norrköping, död 1956, var en svensk målare. 
Han var son till fastighetsägaren A.G. Svensson och Augusta W. Malmgren samt från 1930 gift med Ester Thunell. Härne studerade vid Wilhelmsons målarskola 1915 och 1918 samt vid Althins målarskola 1916–1917 och 1922–1924 och för André Lhote i Paris 19201921. Han företog ett stort antal studieresor i Europa mellan 1910 och 1937. Separat ställde han ut första gången på Gummesons konsthall 1937 och tillsammans med sin fru ställde han ut i Ängby 1942. Han medverkade i utställningar med Östgöta konstförening 1923–1943. Hans konst består av stilleben, figurmotiv och landskap utförda i olja.